# Rąbaniska
Rąbaniska – polana w Gorcach. Położona jest przy czerwonym szlaku turystycznym z Przełęczy Knurowskiej na Turbacz na wysokości ok. 1105–1125 m n.p.m. Ze szlaku turystycznego często jest niewidoczna, znajduje się bowiem w odległości około 20 m od niego, za pasmem drzew. Na polanie, tuż przy drzewach, znajduje się niszczejąca bacówka zbudowana w typowy dla miejscowego tradycyjnego budownictwa sposób; z belek drewnianych i dachem krytym deskami. Ma część roboczą z paleniskiem i część mieszkalną, a nad nią powałę z desek.
Nazwa polany wskazuje na sposób jej powstania – przez wyrąb lasu. Z polany rozciągają się widoki na Pasmo Lubania, dolinę Ochotnicy, Pieniny, Magurę Spiską i Beskid Sądecki. Dawniej była koszona i wypasana. Przestała być użytkowana w latach 70. XX wieku i od tego czasu zaczęła porastać borówczyskami i lasem.
Polana znajduje się na obszarze Gorczańskiego Parku Narodowego w granicach wsi Ochotnica Górna w województwie małopolskim, w powiecie nowotarskim, w gminie Ochotnica Dolna.

## Szlaki turystyki pieszej
Główny Szlak Beskidzki, odcinek: Przełęcz Knurowska – Karolowe – Rąbaniska – Zielenica – Hala Nowa – Hala Młyńska – Kiczora – Trzy Kopce – Polana Gabrowska – Hala Długa – Turbacz. Odległość 8,5 km, suma podejść 610 m, suma zejść 140 m, czas przejścia 3 godz., z powrotem 2 godz. 5 min.
 Łopuszna (Chłapkowa) – Chowańcowa – Srokówki – Jankówki – skrzyżowanie z czerwonym szlakiem przy polanie Rąbaniska. Odległość 4,1 km, suma podejść 490 m, czas przejścia około 2:20 h, ↓ 1:45 h.